# Марценюк Степан Пилипович
Марценюк Степан Пилипович (* 9 березня 1917, Святець — † 1998) — доктор філософських наук, професор Чернігівського педінституту. Автор понад 230 публікацій у пресі, наукових збірниках. Видав ряд посібників, «Логіку» та ін. Заслужений працівник культури України. Закінчив Ніжинський педінститут.
Під час німецько-радянської війни пішов на фронт. Був рядовим, старшиною, політруком роти, командиром роти протитанкових рушниць. Важко поранений, став інвалідом другої групи. По інвалідності комісований з армії. Нагороджений двома орденами Вітчизняної війни 1 і 2 ступенів, багатьма медалями.
Відмінник народної освіти УРСР, нагороджений Грамотою Президії Верховної Ради України та медаллю Макаренка.

## Вибрані твори
- Проблеми історії й теорії світової та української культури [Текст] : конспект лекцій / С. П. Марценюк ; Міністерство освіти України, Ін-т системних досліджень освіти, Чернігівський державний педагогічний інститут. - Київ : [б. в.], 1993. - 124 с.[1]
- Миклухо-Маклай / С. П. Марценюк, П. В. Пиріг ; Товариство "Знання" Української РСР. - Київ : Знання, 1990. - 46 с. ; 19 см. - (Вдумливим, допитливим, кмітливим ; № 5). - ISBN 5-7770-0138-6[1]